# Onykia robsoni
Onykia robsoni is een inktvissensoort uit de familie van de Onychoteuthidae. De wetenschappelijke naam van de soort is voor het eerst geldig gepubliceerd in 1962 door Adam.